# Carlos I de Hesse-Philippsthal
Carlos I de Hesse-Philippsthal (en alemán, Karl I. von Hessen-Philippsthal; Esmalcalda, 23 de septiembre de 1682-Philippsthal, 8 de mayo de 1770) fue un miembro de la Casa de Hesse y landgrave de Hesse-Philippsthal desde 1721 hasta su muerte.

## Biografía
Carlos era el mayor de los hijos del landgrave Felipe de Hesse-Philippsthal de su matrimonio con Catalina Amalia (1654-1736), una hija del conde Carlos Otón de Solms-Laubach. Sucedió a su padre en 1721 como Carlos I, landgrave de Hesse-Philippsthal.
Carlos se unió al Ejército danés en 1701 y participó en la guerra de sucesión española. El 10 de marzo de 1710, se distinguió en la batalla de Helsingborg y fue ascendido a Mayor General. En 1715, estuvo envuelto en el desembarco de Rügen y el subsiguiente asedio de Stralsund. Después se unió al Ejército francés y fue nombrado Teniente General el 13 de marzo de 1721.
El 6 de junio de 1731 fue nombrado caballero de la Orden del Elefante, del Reino de Dinamarca.
Posteriormente se unió al servicio militar imperial, donde alcanzó el rango de mariscal de campo.

## Matrimonio e hijos
Carlos contrajo matrimonio el 24 de noviembre de 1725 en Eisenach con Carolina Cristina (1699-1743), hija del duque Juan Guillermo III de Sajonia-Eisenach, con quien tuvo los siguientes hijos:
- Guillermo (1726-1810), landgrave de Hesse-Philippsthal. Desposó en 1755 a la princesa Ulrica Leonor de Hesse-Philippsthal-Barchfeld (1732-1795).
- Carolina Amalia (1728-1746).
- Federico (1729-1751).
- Carlota Amalia (1730-1801), desposó en 1750 al duque Antonio Ulrico de Sajonia-Meiningen (1687-1763).
- Filipina (1731-1762).